# بلک الستر
 بلک الستر رودی است به البه می‌ریزد. این رود از کشور آلمان می‌گذرد.